# (4750) Mukai
(4750) Mukai – planetoida z pasa głównego asteroid okrążająca Słońce w ciągu 3,23 lat w średniej odległości 2,18 j.a. Odkryli ją Tetsuya Fujii i Kazurō Watanabe 15 grudnia 1990 roku w Kitami. Jej nazwa pochodzi od japońskiej astronautki Chiaki Mukai (ur. 1952).